# Меттвурст
Меттвурст — сорт сирої ковбаси зі свинини і яловичини.

## Назва
Назва походить з нижньонімецької, де вона (назва) в середньонижньонімецькій і середньоголландській використовується як «метворст» Metworst. Термін Метт відноситься, з одного боку, обмежуючись нижньонімецьким терміном, для називання м'яса або нежирного фаршу зі свинини, з іншого боку, близький до латинської mattea — «смачної страви з рубленого м'яса та спецій і т. д.». Імовірно, ці слова і стали основою для назви.

## Рецептура
Залежно від рецепту, регіону та епохи інформація про рецептуру ковбаси істотно змінюється. У Німеччині при виробництві ковбаси використовуються стандартні старовинні рецепти, прикладом цього є книжка про приготування «дрібного» м'яса та ковбаси.
Зазвичай, ковбаса виготовляється з яловичини і свинини, тобто бекону. Виробництво схоже на салямі, сорт італійської сирої ковбаси. Для приготування м'ясо охолоджують до температури замерзання, тоді подрібнюють його за допомогою різака, поки воно не буде дрібнозернистим. Нарешті масу приправляють нітратною сіллю і перцем. Потім масу поміщають в товсту кишку від 50 до 75 мм в діаметрі. Ковбаса — холодного копчення і дозріває приблизно впродовж тижня, поки не буде придатна для споживання. Для приготування використовують як натуральні кишки свині та яловичі, так і штучно створені оболонки. Деякі сорти не коптять, а сушать, м'ясо для цього має бути дуже дрібно нарізане.

## Деякі відомі варіанти
Аальраухметтвурст, для якої використовується в'ялений бекон. В Гамбурзькій грубій ковбасі м'ясо так дрібно рублене, що помітно лише бекон. Масою, як правило, заповнюється частина кишки овець.
Для нижньоалбанського кільця ковбаси масою наповнюється кишка свині.
Французька меттвурст складається тільки зі свинини. Вона ріжеться лише смужками, складається з фаршу або рубленого м'яса, яким заповнені найтонші кишки свиней. Хартеметтвурст і раухерендер, де використовуються дрібні кишки.